# Der Metzger (Fernsehserie)
Der Metzger ist der Titel einer zweiteiligen Fernsehfilmreihe von Andreas Herzog, basierend auf der Romanvorlage von Thomas Raab, die 2014 von Magic Flight Film im Auftrag der ARD Degeto für Das Erste, mit Unterstützung der Cine Tirol Film Commission in Innsbruck und Umgebung gedreht wurde.
Der etwas kauzige Restaurator und Hobbydetektiv Willibald-Adrian Metzger löst in seiner Freizeit immer wieder seltsame Kriminalfälle.

## Veröffentlichung
Die Erstausstrahlungen der beiden Teile Der Metzger und der Tote im Haifischbecken (abweichender Romantitel: Der Metzger geht fremd) und Der Metzger muss nachsitzen waren am 12. und 19. Februar 2015 auf ARD und ORF zu sehen.
2023 entstand für ServusTV der Film Der Metzger traut sich mit Simon Schwarz in der Titelrolle basierend auf dem Kriminalroman Die Djurkovic und ihr Metzger von Thomas Raab. 2024 wurde die Fortsetzung Der Metzger – Mordstheater frei nach dem Roman  Der Metzger holt den Teufel  gedreht.

## Handlung
Willibald Adrian Metzger (Robert Palfrader) ist ein Einzelgänger und geht am liebsten großen Menschenansammlungen aus dem Weg. Als Restaurator arbeitet er viel lieber allein an alten Möbelstücken. Seine Kunden besucht er mit dem Fahrrad, was ihm mehr zusagt als ein schnelles Auto. Zudem besitzt er auch gar keinen Führerschein. Obwohl er eigentlich nur auf alte Kommoden und Schränke achtet, findet er plötzlich auch Interesse an einer hübschen Frau, denn Danjela Djurkovic (Dorka Gryllus) ist eine heimliche Jugendliebe von ihm. Sie ist es auch, die ihn, durch ihre weibliche Neugier, zum Kriminalisieren verleitet und zum erfolgreichen Hobbydetektiv werden lässt. 

## Episodenliste
| Nr. (ges.) | Nr. (St.) | Originaltitel                              | Erstausstrahlung Deutschland | Regie          | Drehbuch               |
| --- | --------- | ------------------------------------------ | ---------------------------- | -------------- | ---------------------- |
| 1 | 1         | Der Metzger und der Tote im Haifischbecken | 12. Feb. 2015                | Andreas Herzog | Holger Karsten Schmidt |
| Willibald Adrian Metzger wird zum Hobbydetektiv wider Willen. Als er zufällig Zeuge eines Leichenfundes wird, gerät er in den Sog der Verbrechensaufklärung und ermittelt auf eigene Faust mit. Nebenrollen: Christoph Luser, Gunther Gillian, Aaron Karl, Martina Spitzer, David Miesmer, Katrin Reisinger, Inge Maux, Ute Heidorn, Josef Holzknecht, Franz Weichenberger, Reinhard Forcher, Rita Tamerl                                                   |           |                                            |                              |                |                        |
| 2 | 2         | Der Metzger muss nachsitzen                | 19. Feb. 2015                | Andreas Herzog | Holger Karsten Schmidt |
| Willibald Metzger wird erneut zum Hobbydetektiv, als er beim Klassentreffen seiner alten Schulkameraden über einen Toten stolpert. Als er dies der Polizei meldet, ist die Leiche verschwunden. Nebenrollen: Andreas Lust, Carl Achleitner, Bernhard Schir, Markus Schleinzer, Hary Prinz, Stefan Puntigam, Brigitte Kren, Michou Friesz, David Christopher Roth, Michael Arnsteiner, Alexander Virgolini, Fanni Prohaszka, Cosima Lehninger, Walter Ludwig |           |                                            |                              |                |                        |

## Rezeption

### Kritik
Volker Bergmeister urteilte auf Tittelbach.tv, dass zwar schon etliche erfolgreiche Buchvorlagen als Krimi-Reihen verfilmt worden seien, Der Metzger sich jedoch wohltuend „vom seriellen Krimi-Einerlei des deutschen Fernsehens“ abhebe. Die zwei Verfilmungen der ARD seien „düstere, spannende Filme mit ironisch-bissigem Ösi-Unterton“. In der Titelrolle brilliere Robert Palfrader.

### Auszeichnungen
Kameramann Ralf Noack wurde beim Deutschen Kamerapreis 2015 in der Kategorie Fernsehfilm/Dokudrama für seine Bildgestaltung in Der Metzger muss nachsitzen ausgezeichnet.